# 伍德蓋耶峰
伍德蓋耶峰（英語：Woodgyer Peak）是南極洲的山峰，位於奧次地，處於邱吉爾山脈以西，屬於沃勒比斯冰原島峰的一部分，海拔高度超過2,000米，現時由南極條約體系管理。